# Meltingen
Meltingen ist eine politische Gemeinde im Bezirk Thierstein des Kantons Solothurn in der Schweiz.

## Geographie
Meltingen liegt auf 586 m ü. M., 8 km ostsüdöstlich der Stadt Laufen (Luftlinie). Das Dorf erstreckt sich in einem Talkessel im Quellgebiet des Ibachs, in der gekammerten Landschaft des Gilgenbergerlandes, im Faltenjura des Schwarzbubenlandes.
Die Fläche des 5,8 km² grossen Gemeindegebiets umfasst einen Abschnitt des nördlichen Juras. Der nördliche Gemeindeteil wird vom Talkessel von Meltingen eingenommen, der im Westen vom Mettenberg (813 m ü. M.), im Süden von Dich (924 m ü. M.), Horüti und Regenberg (871 m ü. M.), im Osten vom Hügel des Hollen (655 m ü. M.) umgeben ist. Der Talkessel wird durch den Ibach nach Norden zur Birs entwässert. Im Norden liegt die Grenze im Bereich der Talenge bei Meltingerbrücke zwischen den Höhen von Mettenberg und Chilchberg. Nach Süden erstreckt sich der Gemeindeboden über die Kette des Meltingerbergs bis in das Einzugsgebiet der Lüssel. Ein schmaler Streifen des Gemeindebannes reicht nach Südosten über die Hügel von Dürrberg (976 m ü. M.) und Chastenchöpfli (906 m ü. M.) bis auf den Hirnichopf, auf dem mit 1024 m ü. M. der höchste Punkt von Meltingen erreicht wird. Von der Gemeindefläche entfielen 2014 6 % auf Siedlungen, 54 % auf Wald und Gehölze und 40 % auf Landwirtschaft.
Zu Meltingen gehören verschiedene Einzelhöfe. Nachbargemeinden von Meltingen sind Zullwil, Nunningen, Beinwil (SO), Erschwil, Büsserach und Fehren.

## Bevölkerung
Mit 645 Einwohnern (Stand 31. Dezember 2023) gehört Meltingen zu den kleineren Gemeinden des Kantons Solothurn. Von den Bewohnern sind 97,4 % deutschsprachig, 0,8 % französischsprachig und 0,7 % sprechen Italienisch (Stand 2000). Die Bevölkerungszahl von Meltingen belief sich 1850 auf 411 Einwohner, 1900 auf 363 Einwohner. Im Verlauf des 20. Jahrhunderts stieg die Bevölkerungszahl bis 1970 auf 591 Personen an. Seither wurden nur noch geringe Bevölkerungsschwankungen verzeichnet.

## Politik

### Gemeindepräsident
Zum Gemeindepräsident für die Amtsperiode 2009 bis 2013 wurde Werner Hänggi (CVP) gewählt. Infolge seines Rücktritts 2011 wird er durch die Vizepräsidentin Regina Jeger-Borell (FDP) ad Interim vertreten, während der freigewordene Sitz im Gemeinderat durch Thomas Spaar-Maini belegt wird. Für die nächste Amtsperiode 2013 bis 2016 wurde Gérard Zufferey gewählt, welcher jedoch nicht die absolute Mehrheit erhielt. 2017 wurde Erich Fidler (SVP) zum Gemeindepräsidenten gewählt.

### Gemeinderat
Die Exekutive übernimmt der Gemeinderat, bestehend aus 6 Sitzen, welche seit Jahren hauptsächlich von der FDP und der CVP vertreten sind. Seitdem 2005 die Unabhängigen Einwohner einen Sitz auf Kosten der CVP einnahmen, war die Sitzverteilung bis 2017 unverändert.
2016/17 kam es zu erheblichen Auseinandersetzungen im Gemeinderat. Zunächst traten im Dezember 2016 die zwei CVP-Gemeinderäte im Streit mit der FDP zurück, im März traten auch die drei FDP-Gemeinderäte aus Protest gegen den Gemeindepräsidenten Gérard Zufferey (Unabhängige Einwohner) zurück. Weil die FDP nicht mehr mit Zufferey, der einen Rücktritt ausschloss, zusammenarbeiten wollte und ohne sie auch trotz Nachnominierungen seitens der CVP keine beschlussfähige Mehrheit vorhanden gewesen wäre, musste die Gemeinde daraufhin für sieben Monate vom Kanton zwangsverwaltet werden. Die Gemeinderatswahlen im Mai 2017 ergaben dieselbe Sitzverteilung und damit eine erneute Pattsituation. Zufferey verzichtete jedoch aufgrund seines schlechten Resultats auf eine neuerliche Kandidatur für das Gemeindepräsidium. Der bei den Gemeinderatswahlen gescheiterte Erich Fidler (SVP) setzte sich bei der Gemeindepräsidiumswahl im Juli 2017 mit der Unterstützung von Zufferey und der CVP gegen den FDP-Kandidaten und Gemeinderat Peter Jeger durch. Da er dadurch auch in den Gemeinderat einzieht, verdrängt er gemäss dem Wahlgesetz den Gemeinderat der stärksten Partei (FDP) mit den wenigsten Stimmen aus dem Rat.
| Partei                                                       | 2017–2021 | 2013–2017 | 2009–2013 | 2005–2009 | 2001–2005 |
| FDP.Die Liberalen (bis 2009 Freisinnig-Demokratische Partei) | 2 (3) a   | 3         | 3         | 3         | 3         |
| Christlichdemokratische Volkspartei                          | 2         | 2         | 2         | 2         | 3         |
| Unabhängige Einwohner                                        | 1         | 1         | 1         | 1         | 0         |
| Schweizerische Volkspartei                                   | 1 (0) a   | 0         | 0         | 0         | 0         |

## Wirtschaft
Meltingen war bis in die zweite Hälfte des 20. Jahrhunderts ein vorwiegend durch die Landwirtschaft geprägtes Dorf. Noch heute haben die Milchwirtschaft und Viehzucht sowie der Obstbau (überwiegend Kirschbäume) einen gewissen Stellenwert in der Erwerbsstruktur der Bevölkerung. Weitere Arbeitsplätze sind im lokalen Kleingewerbe und im Dienstleistungssektor vorhanden. In Meltingen sind heute Betriebe des Transportwesens, Schreinereien, mechanische Werkstätten und ein Labor für Ökotoxikologie ansässig. Auf der Grenze von Meltingen und Zullwil steht die Kreisschule March. In den letzten Jahrzehnten hat sich das Dorf zu einer Wohngemeinde entwickelt. Viele Erwerbstätige sind deshalb Wegpendler, die hauptsächlich in der Region Laufen-Breitenbach und in der Agglomeration Basel arbeiten.

## Verkehr
Die Gemeinde liegt abseits der grösseren Durchgangsachsen, ist aber von der Verbindungsstrasse von Breitenbach nach Nunningen leicht erreichbar. Durch einen Postautokurs, welcher die Strecke von Laufen nach Nunningen bedient, ist Meltingen an das Netz des öffentlichen Verkehrs angebunden.

## Geschichte

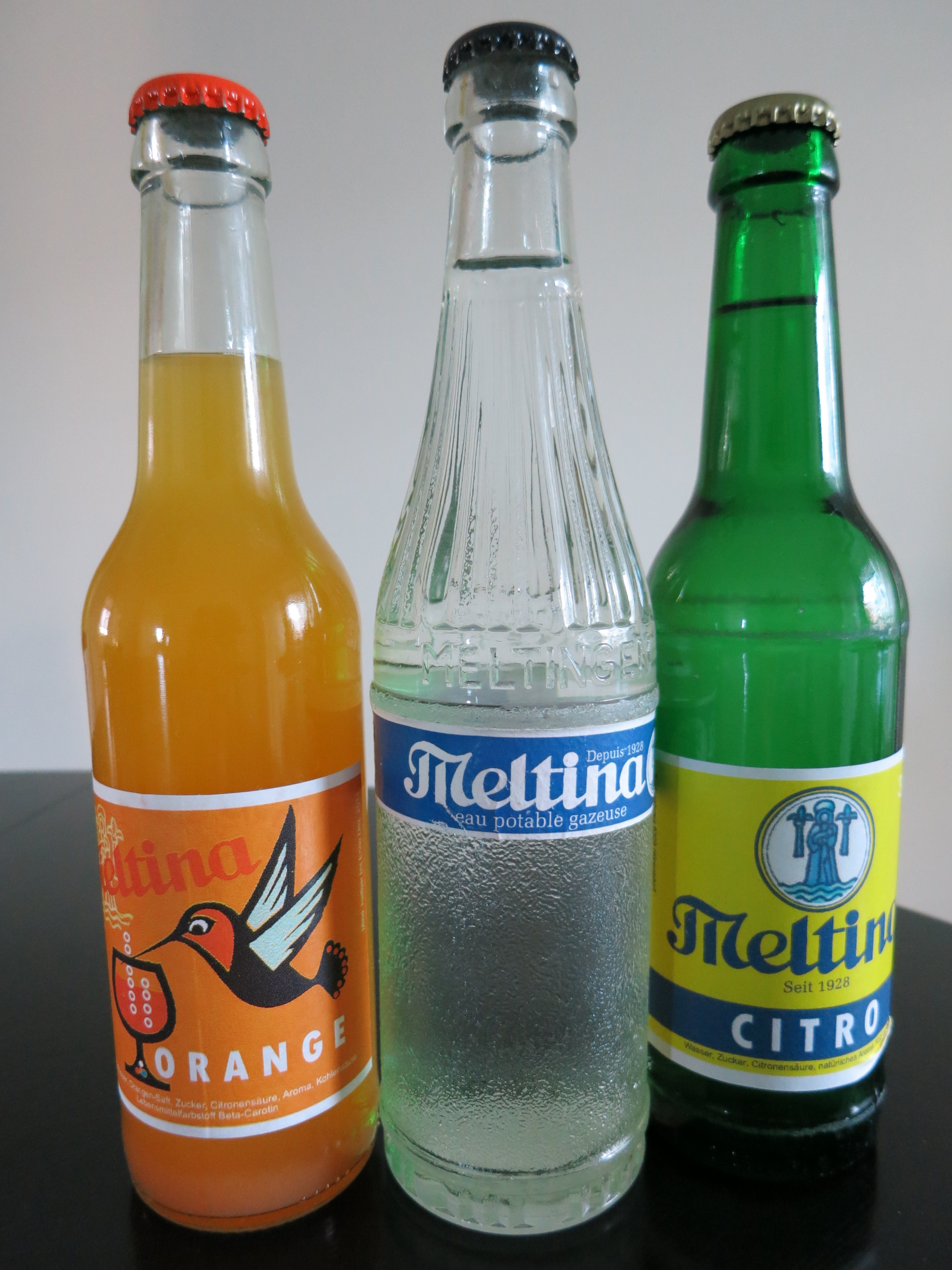
Mineralwasser Meltina

Meltingen wurde 1302 erstmals urkundlich erwähnt, war jedoch schon seit vorgeschichtlicher Zeit besiedelt, wie u. a. der Fund eines wahrscheinlich megalithischen Schalensteins 1990 zeigt.
Der Ortsname geht auf den althochdeutschen Personennamen Malto zurück und bedeutet somit bei den Leuten/der Sippe des Malto.
Seit dem Mittelalter unterstand Meltingen der Herrschaft Gilgenberg, die sich in der Hand der Freiherren von Ramstein befand. Durch Kauf gelangte das Dorf mit der Herrschaft im Jahr 1527 an Solothurn und wurde der neuen Vogtei Gilgenberg zugeordnet. Nach dem Zusammenbruch des Ancien Régime (1798) gehörte Meltingen während der Helvetik zum Distrikt Dornach und ab 1803 zum Bezirk Thierstein.
Das Dorf war durch seine Mineralquellen seit dem 15. Jahrhundert als Kurort bekannt. 1450 wurde das Kurbad mit Gasthof erbaut. 1915 wurde mit der Abfüllung von Mineralwasser begonnen, 1915 wurde die Mineralwasser Aktiengesellschaft Bad Meltingen (1928 in Mineralwasser und Heilquellen AG umbenannt) gegründet. Das Meltinger Mineralwasser wurde bis 1988 vertrieben; Süssgetränke unter dem Namen Meltina bis 1990.

## Sehenswürdigkeiten

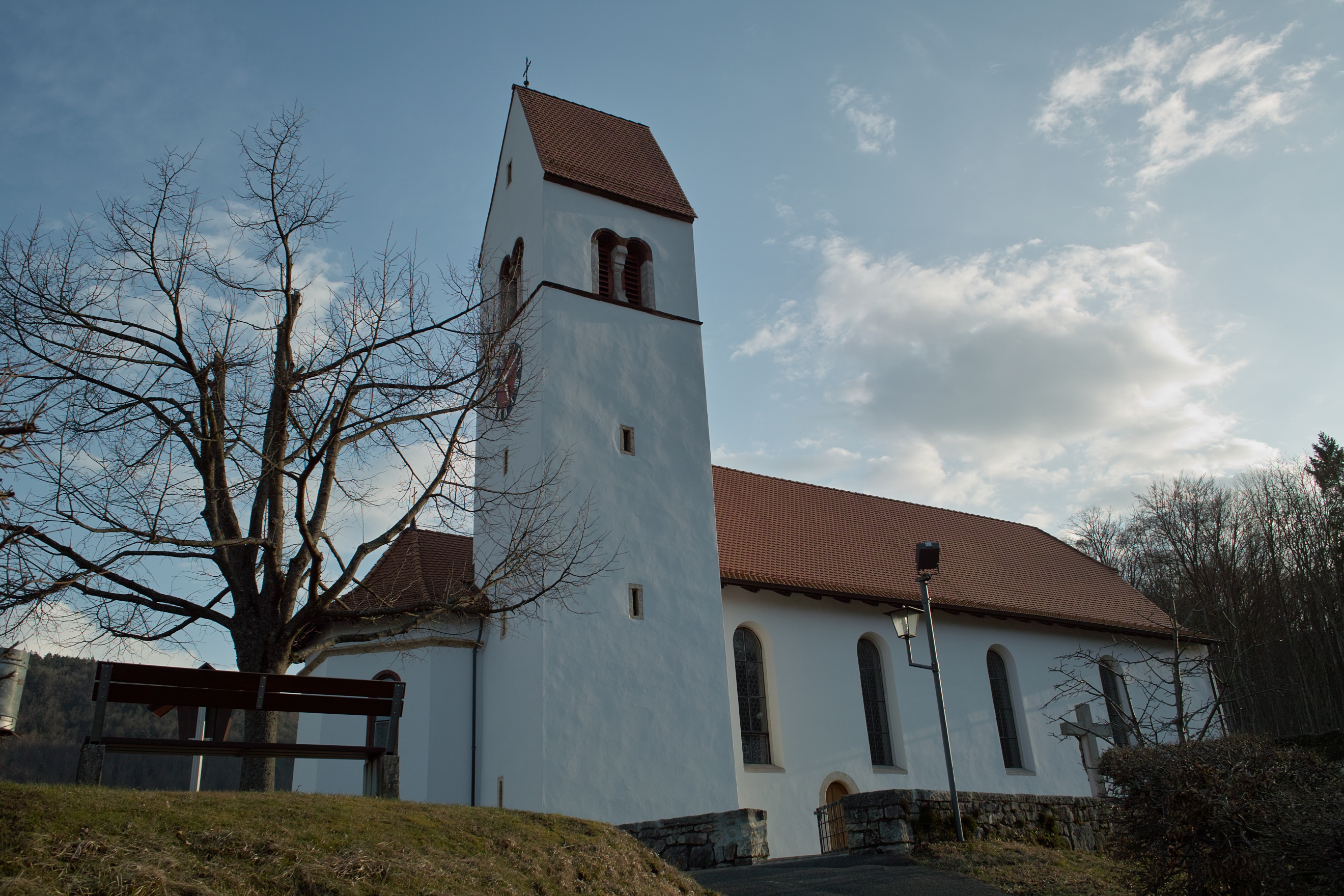
Kirche Meltingen

Auf dem Chilchberg, einem Hügel über dem Dorf, steht die bereits 1375 erwähnte Wallfahrtskirche Maria im Hag. Chor und Turm der Pfarrkirche sind im spätgotischen Stil gehalten und stammen aus dem 15. Jahrhundert, das Schiff wurde um 1730 neu erbaut. Bei einer Renovation wurden 1968 Fragmente von Wandmalereien aus der Zeit um 1460 entdeckt. Die Kirche besitzt auch bedeutende Glasgemälde aus dem 15. Jahrhundert und eine reiche Innenausstattung. Im Ortskern sind Häuserzeilen mit charakteristischen Bauernhöfen aus dem 17. bis 19. Jahrhundert erhalten.
Das historische Kurbad mit Gasthof von 1450 beherbergt seit Sommer 2014 die Behinderten Wohngruppe Bad Meltingen.

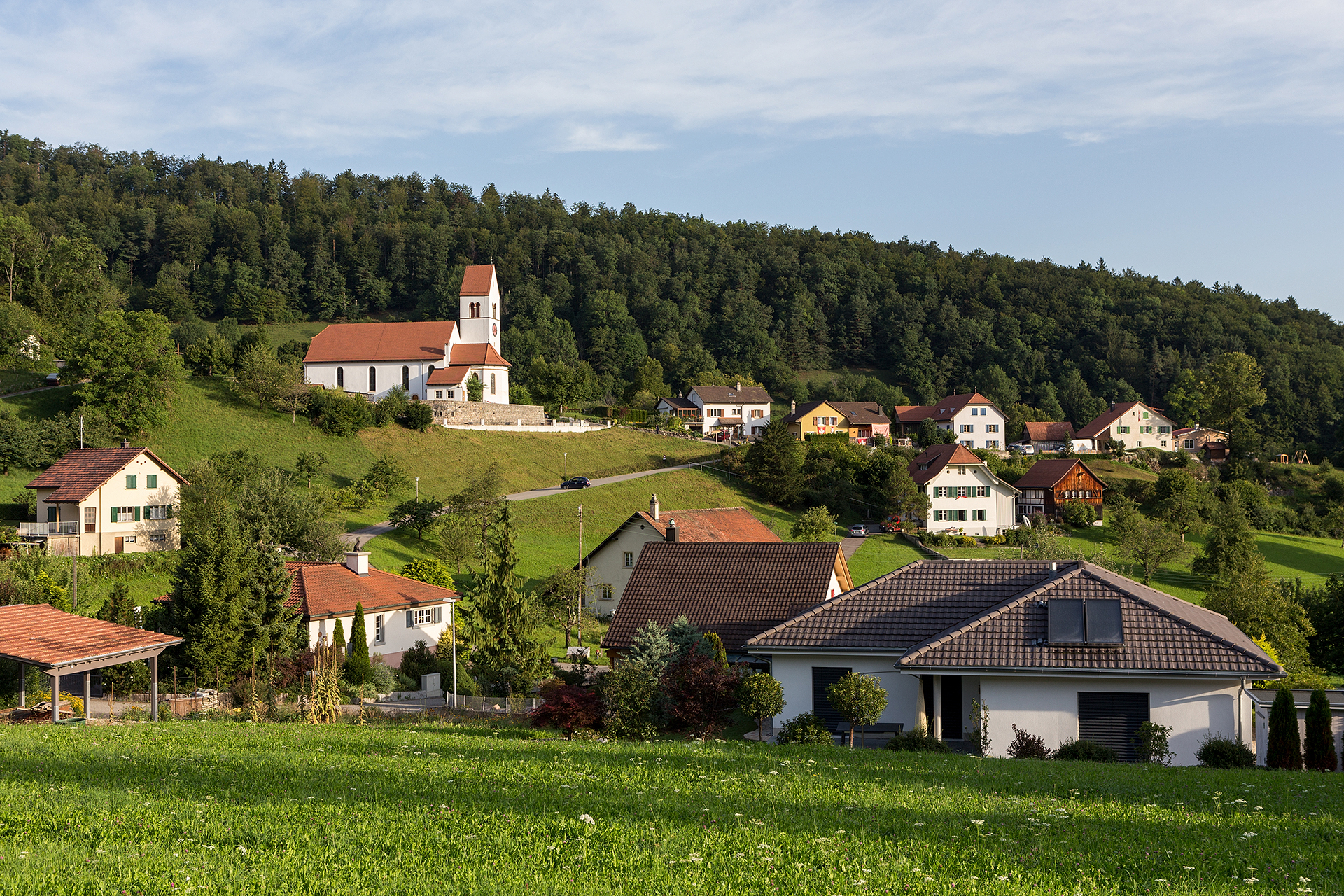
Kirche, Hübel, Pfarrhaus
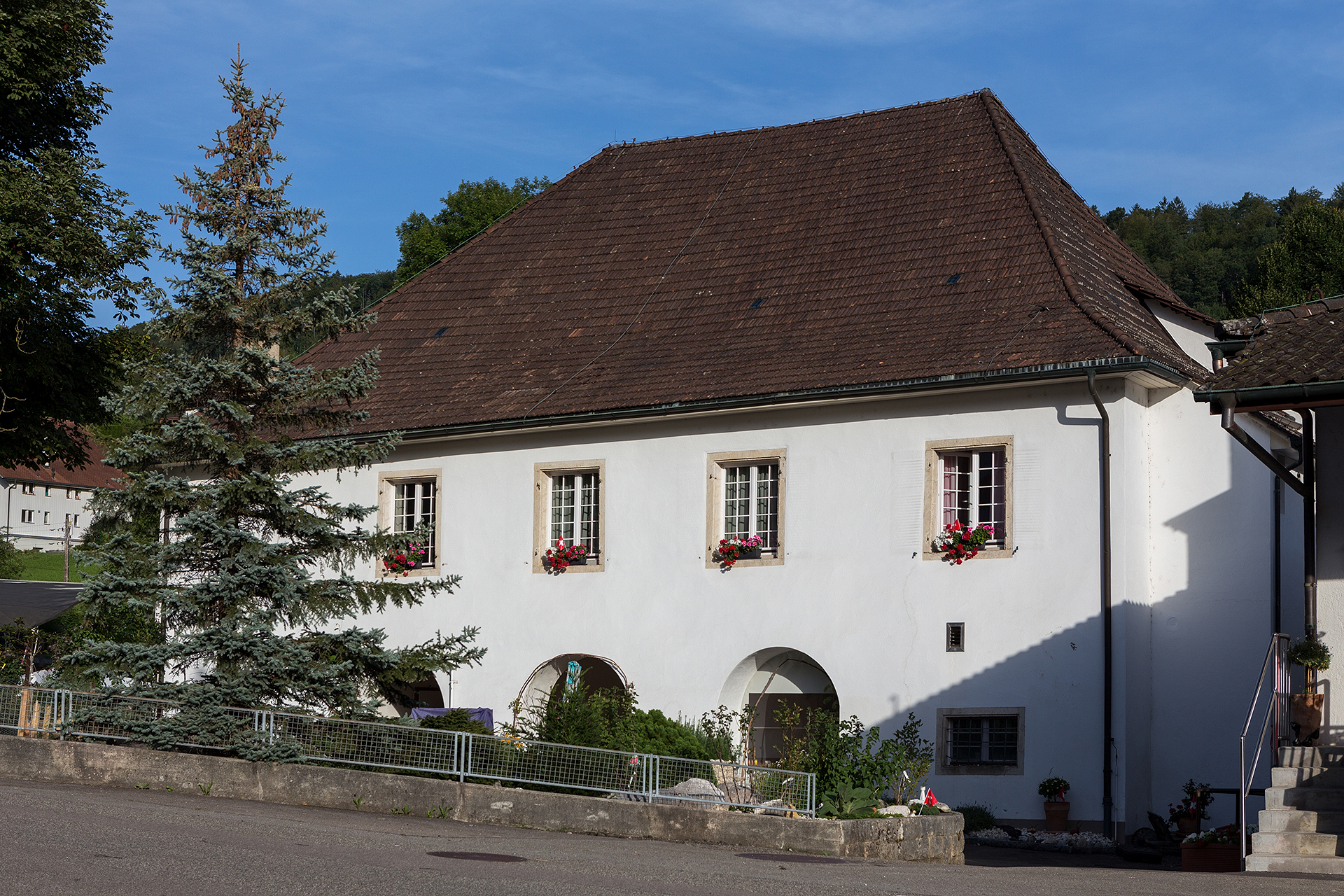
ehem. Bade-Kurhaus
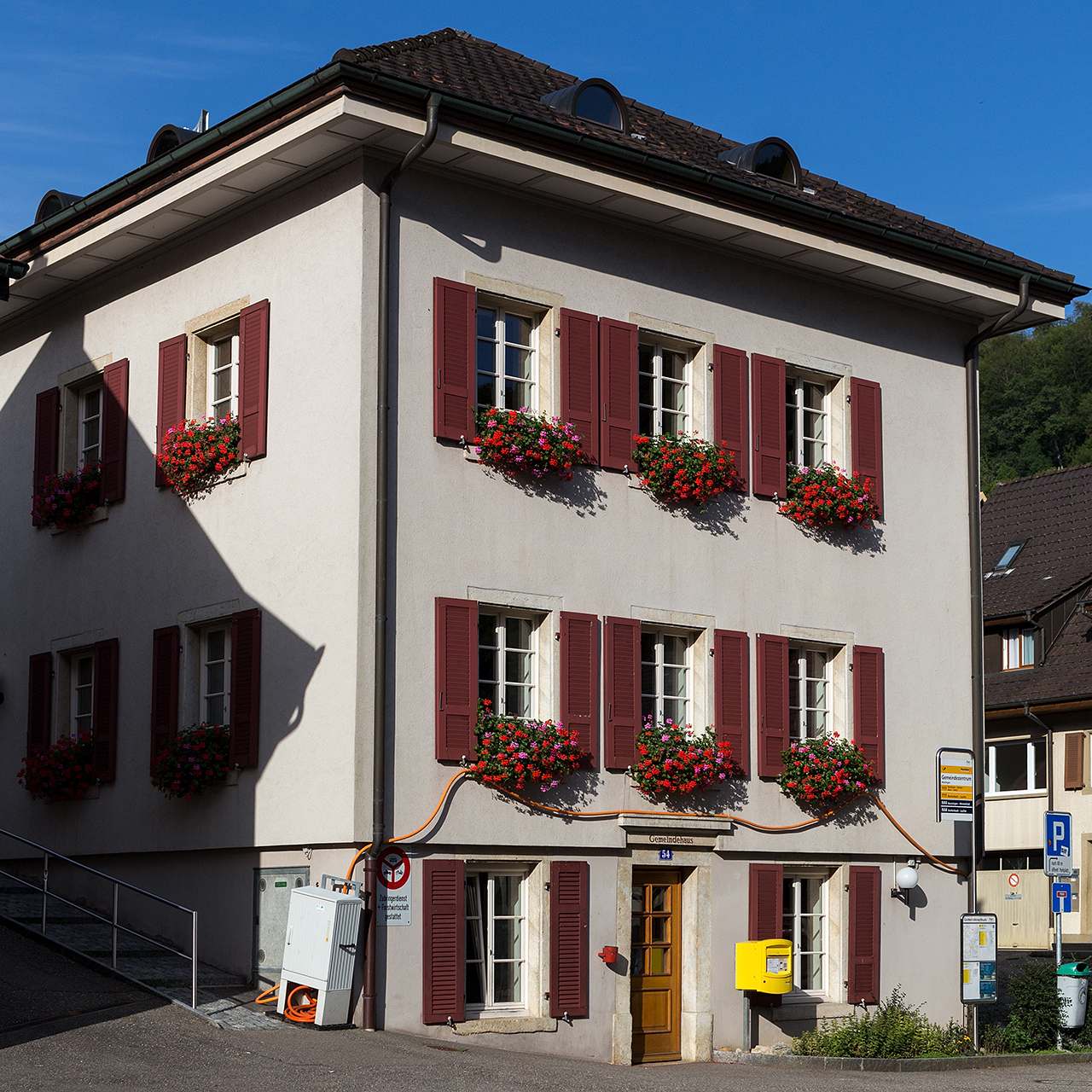
Gemeindehaus
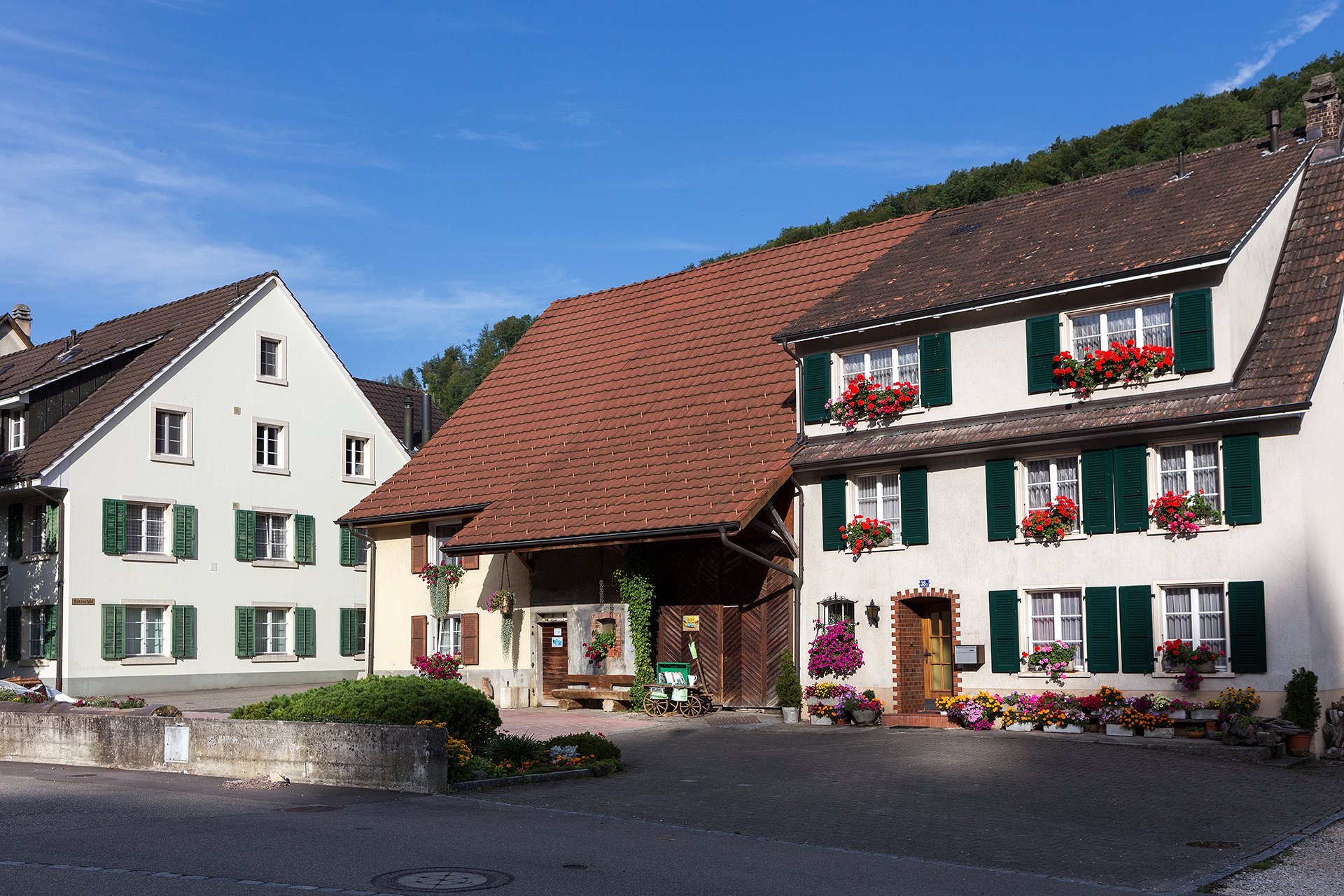
Unterdorf, Hauptstrasse
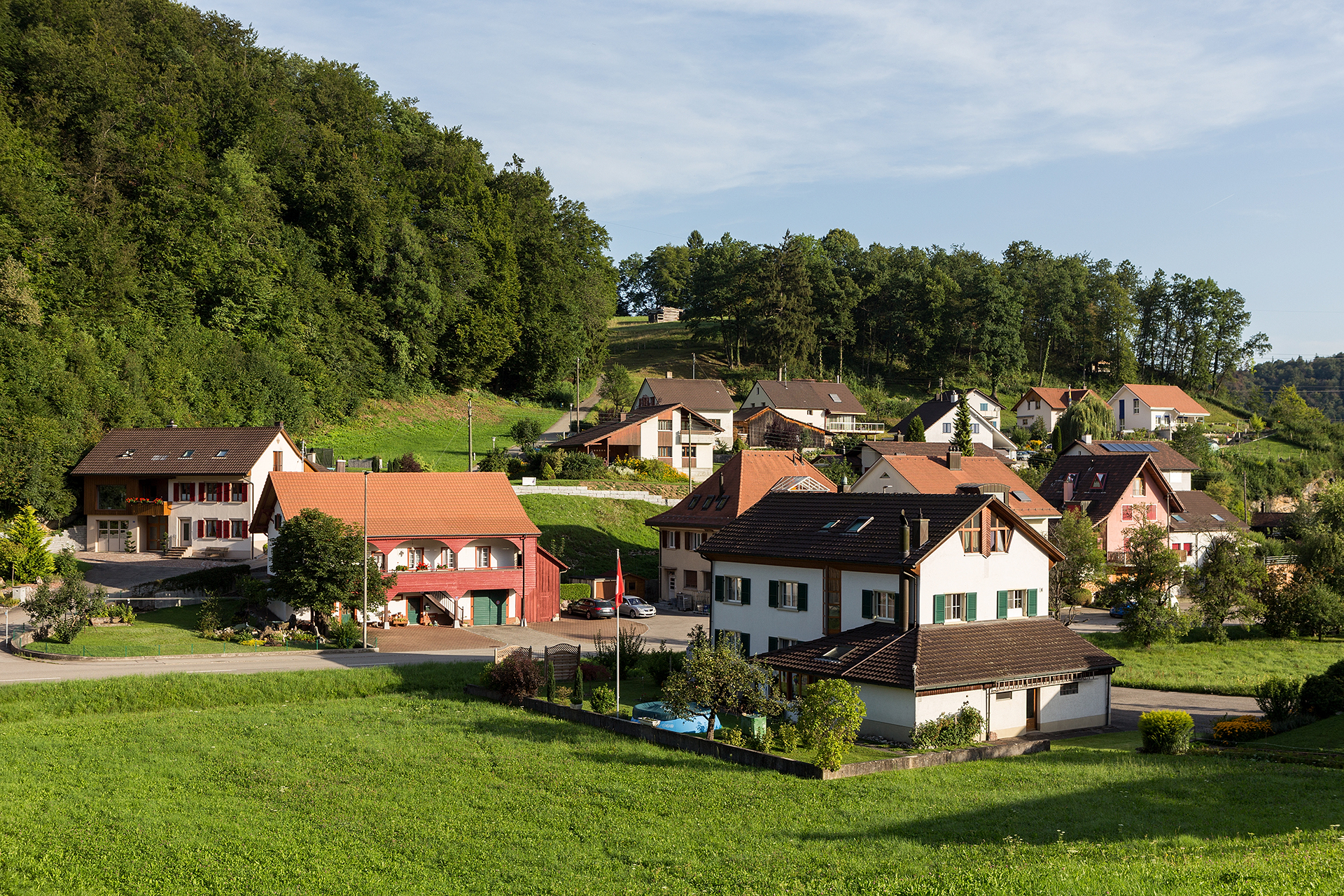
Branschtel und Hauptstrasse
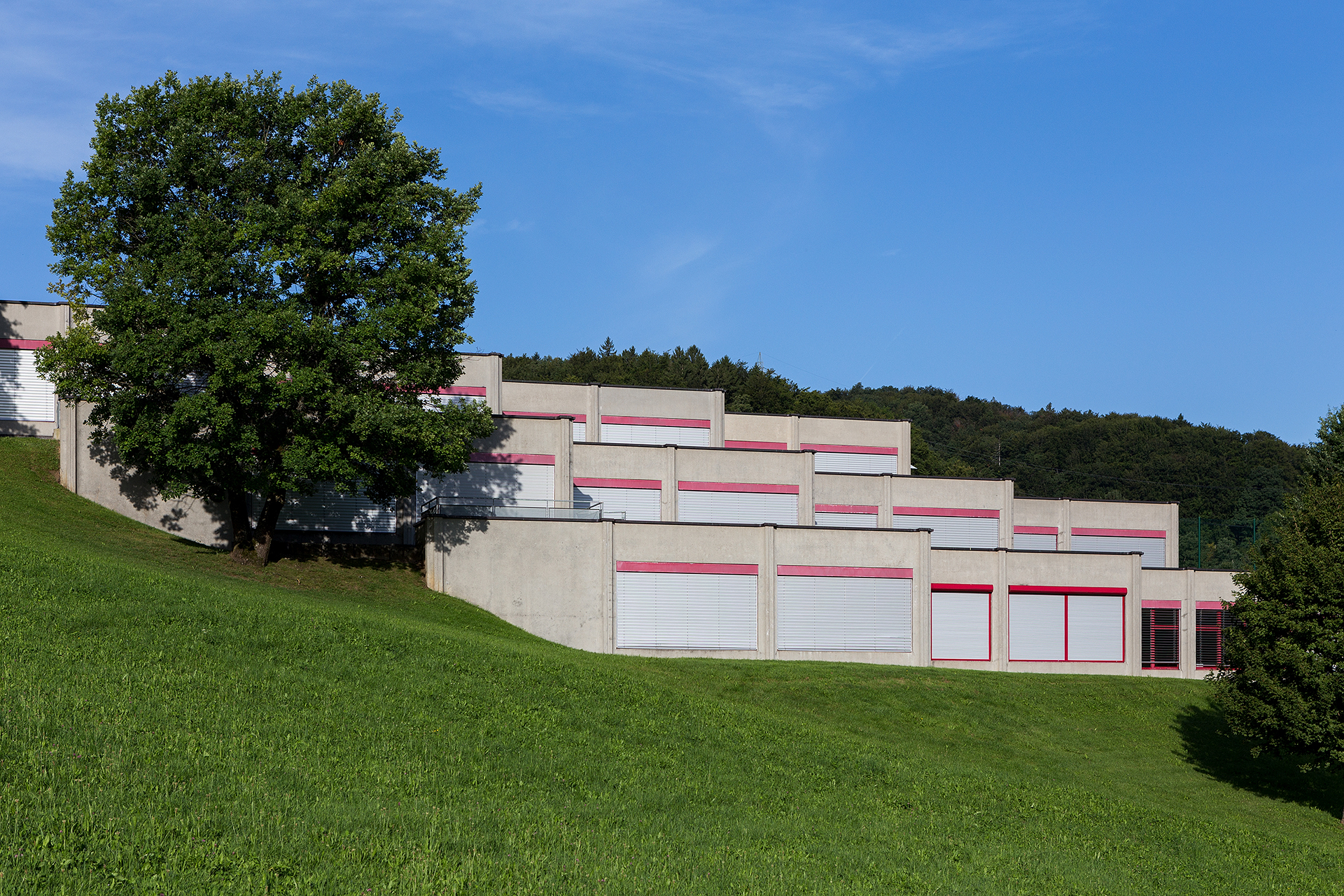
Kreisschulhaus

## Wappen
Blasonierung
In Gelb auf gewelltem blauen Schildfuss eine blaue Madonna mit Kind, beseitet von zwei blauen Lilienstäben